# Куйтун (Шелеховский район)
Куйту́н (бур. Хүйтэн) — посёлок в Шелеховском районе Иркутской области России. Входит в Шаманское муниципальное образование.

## География
Находится на левом берегу реки Куйтун (левый приток Иркута, от бур. Хүйтэн — «холодная»), в 12 км к северо-западу от центра сельского поселения, села Шаманка, и в 47 км к западу от районного центра, города Шелехов.

## Население
| 2002 | 2010 | 2011 | 2012 |
| ---- | ---- | ---- | ---- |
| 99   | ↘54  | →54  | ↘52  |

По данным Всероссийской переписи, в 2010 году в посёлке проживали 54 человека (25 мужчин и 29 женщин).